# Al Jufrah
28°N 17°Ø / 28°N 17°Ø
Al Jufrah (arabisk: الجفرة) er en kommune i Libyen. Al Jufrah har 45.117 indbyggere, og kommunens hovedby er Houn.
Al Jufrah ligger centralt i Libyen, og den grænser mod syv andre af Libyens kommuner.